# アドルフ・ツー・シュヴァルツェンベルク
アドルフ・ツー・シュヴァルツェンベルク（Adolph Fürst zu Schwarzenberg, 1890年8月18日 - 1950年2月27日）は、オーストリア＝ハンガリー帝国およびチェコスロバキアの貴族、地主。兄系シュヴァルツェンベルク侯爵家の第10代当主（1938年 - 1950年）。

## 生涯
兄系シュヴァルツェンベルク侯ヨハン・ネポムク2世（1860年 - 1938年）とその妻のトラウトマンスドルフ＝ヴァインスベルク女伯爵テレーゼ（1870年 - 1945年）の間の第1子、長男としてフラウエンベルク城で生まれた。アドルフ・ヨハン・マリア・フランツ・ヨーゼフ・フーベルトゥス・アガピト（Adolf Johann Maria Franz Joseph Hubertus Agapit）と名付けられる。叔父（母テレーゼの妹アンナの夫）にザクセン＝コーブルク＝ゴータ公子ルートヴィヒ・ガストンがいる。
フェルトキルヒ（現在のオーストリア領フォアアールベルク州フェルトキルヒ郡）の中等教育学校（ギムナジウム）で学んだあと、プラハ大学で国際貿易学（Welthandel）と法学を専攻、1914年に法学博士号を取得した。第一次世界大戦では二重帝国軍の士官として従軍し、イタリアや中近東に派遣された。二重帝国崩壊後、家族とともに新しく成立したチェコスロバキアの市民となり、同国軍の予備役士官となった。1921年より侯爵家の所領の経営に専念、1923年には土地改革と大所領の解体を推進するチェコスロバキア政府と折衝を行い、同国内にある一族の所領の3分の1以上を侯爵家に確保した。
1930年10月29日にベルク城（ルクセンブルク領メルシュ郡コルマー＝ベルク）において、ルクセンブルク女大公シャルロットの妹イルダと結婚した。1933年よりアフリカのケニアで農場を経営していたが、1938年に父が死ぬと家督を継いで帰国した。アドルフとその家族は他のドイツ系住民と違ってドイツの国家社会主義ドイツ労働者党（NSDAP）政府の野心を嫌っており、1939年にドイツがチェコスロバキア併合を強行すると妻とともに国外に脱出した。夫妻はまずイタリアに避難し、1941年にアメリカ合衆国に亡命した。合衆国では歴史研究を行い、同族のオーストリア宰相の伝記を執筆、この業績によってコロンビア大学から人文学博士号を授与された。
第二次世界大戦が終わると1946年にオーストリアに移り、共産党政権に対してナチ党に没収されていた所領の返還を求めたが、実現しなかった。翌1947年、共産党政権は議会で「シュヴァルツェンベルク法」を成立させ、ベネシュ布告では正当化できないシュヴァルツェンベルク家領の不法な横領をむりやり合法化した。また同時期、バイエルン州に有していた所領も農地改革により没収された。
1950年にイタリアのボルディゲーラで亡くなった。妻イルダとの間に子供が無く、2人の従弟ヨーゼフ（1900年 - 1979年）とハインリヒ（1903年 - 1965年）にも男子が無かったため、1979年に兄系シュヴァルツェンベルク家は断絶した。弟系シュヴァルツェンベルク家の家長カールが兄系の家督を継ぎ、同家は一本化された。